# نگارخانه استادان نو
نگارخانهٔ استادان نو یک نگارخانه در شهر درسدن، در آلمان است که حدود ۳۰۰ نقاشی از قرن نوزدهم تا امروز را نمایش می‌دهد، از جمله آثار اتو دیکس، ادگار دگا، ونسان ون گوگ و کلود مونه. این نگارخانه همچنین تعدادی از مجموعهٔ مجسمه‌های درسدن از همان دوره را به نمایش می‌گذارد. مجموعهٔ این موزه از گالری آثار استادان قدیمی شکل گرفته است، که پس از سال ۱۸۴۳ به‌طور فزاینده‌ای آثار معاصر برای آن خریداری می‌شد.
نگارخانهٔ استادان نو بخشی از مجموعه‌های هنری دولتی درسدن است و در ساختمان آلبرتینوم قرار دارد.

## تاریخچه

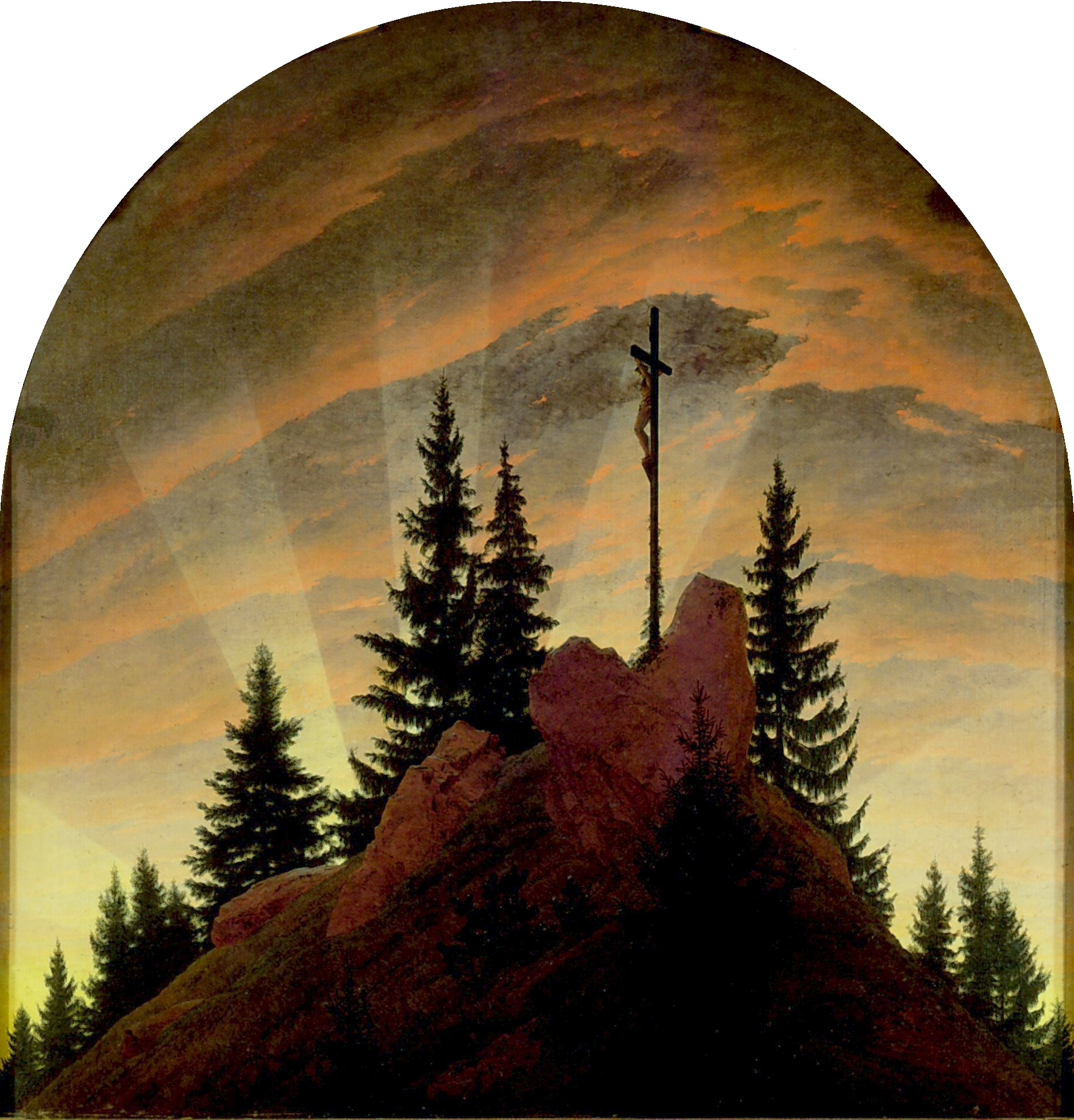
صلیب در کوه‌ها (محراب تتشن) اثر کاسپار داوید فریدریش، ۱۸۰۸

این مجموعه به عنوان بخشی از نگارخانهٔ نقاشی درسدن شروع به کار کرد. خرید آثار معاصر، که بخش «مدرن» را تشکیل داد، در سال ۱۸۴۳ تحت مدیریت برنارد فون لیندن‌او، مدیر موزه‌های سلطنتی، شدت گرفت؛ او شخصاً سالانه ۷۰۰ تالر برای این منظور اهدا می‌کرد. شورای آکادمیک، مسئول نگارخانه و آکادمی هنرهای زیبای درسدن، همچنین ۵۰ درصد درآمد حاصل از نمایشگاه‌های خود را به خریدهای جدید اختصاص می‌داد. با این حال، این بودجه تنها برای خریدهای محدود، عمدتاً محدود به آثار آلمانی، کافی بود.
تا سال ۱۸۸۲، این مجموعه تنها شامل چهار اثر مهم از رمانتیسم آلمانی بود؛ دو نقاشی از کاسپار داوید فریدریش و دو اثر از لودویگ ریختر. پس از آن تحت مدیریت کارل وئرمان گسترش یافت. این نگارخانه پس از برگزاری نمایشگاه بین‌المللی هنر در درسدن در سال ۱۸۹۷، خرید آثار معاصر خارجی را آغاز کرد.
در دورهٔ مدیریت هانس پوزه از سال ۱۹۱۰، نگارخانه مجموعه‌های خود را از آثار رمانتیسم آلمانی، امپرسیونیسم و «رئالیسم شهروندی» (Bürgerlicher Realismus) اواخر قرن نوزدهم که هنوز هم اهمیت دارند، گسترش داد. نگارخانه از نظر مالی با تأسیس انجمن موزه‌های درسدن در سال ۱۹۱۱ و انجمن حامیان در سال ۱۹۱۷ تقویت شد.
در سال ۱۹۳۱، بخش مدرن نگارخانه که شامل نقاشی‌هایی از قرن‌های نوزدهم و بیستم بود، به ساختمانی جداگانه در بام‌های برویل منتقل شد و پایه‌های آنچه امروزه به نام نگارخانهٔ استادان نو شناخته می‌شود را گذاشت. کارزار نازیسم علیه «هنر منحط» منجر به مصادره و فروش ۵۶ نقاشی شد، از جمله آثار ادوارد مونک، ماکس بکمان و امیل نولده. در بمباران درسدن در سال ۱۹۴۵، ۱۹۶ نقاشی در آتش‌سوزی هنگام حمل با کامیون نابود شدند.
نگارخانهٔ استادان نوی کنونی در سال ۱۹۵۹ تأسیس شد، و از سال ۱۹۶۵ در طبقات بالای آلبرتینوم مستقر شده است. سپس، نگارخانه توانست تعدادی از آثاری را که در طول و پس از جنگ جهانی دوم از دست رفته بودند بازیابی کند.
سیل‌های اروپا در سال ۲۰۰۲ باعث ضرورت نوسازی آلبرتینوم و ساخت یک انبار مقاوم در برابر سیل شد. آلبرتینوم در ژوئن ۲۰۱۰ با گسترش به سمت «بال شرقی سالت‌گاسه» دوباره افتتاح شد. اتاق‌های آن زمانی محل نگهداری خزانهٔ سبز بودند که در آن زمان به قلعهٔ درسدن بازسازی‌شده منتقل شد. نمایشگاه‌های ویژهٔ هنر معاصر اکنون در آنجا برگزار می‌شوند.

## مجموعه
حدود ۳۰۰ نقاشی از مجموعه‌ای شامل تقریباً ۳۰۰۰ اثر در این نگارخانه به نمایش گذاشته شده‌اند که این آثار از قرن نوزدهم تا به امروز را در بر می‌گیرند. همچنین آثاری از مجموعهٔ مجسمه‌ها متعلق به همان دوره نیز نمایش داده می‌شوند.
آثار نقاشان برجستهٔ متعددی به نمایش گذاشته شده‌اند، از جمله آثار رمانتیک‌های آلمانی مانند فریدریش (کشتی‌ها در بندر، غروب)، و ریختر؛ امپرسیونیست‌ها مانند کورینت و اسلیوگت؛ و اکسپرسیونیست نولده شامل آثار بریکه او، و دیکس از جنبش عینیت نو. همچنین آثاری از بکمان، گوگن، کی‌رشنر، کله، مودرزون-بکر، مونه، مونک و یک نقاشی از ون گوگ در این مجموعه وجود دارد. اتاق‌هایی به آثار گئورگ بازلیتز، پِنک و گرهارد ریشتر اختصاص یافته‌اند. هنرمندان معاصر شامل نئو راوش و لوک تویمانز هستند.

## آثار برجستهٔ مجموعه
- کاسپار داوید فریدریش: تپه سنگی در برف، ۱۸۰۷
- کاسپار داوید فریدریش: دو مرد تأمل‌کرده به ماه، ۱۸۱۹–۲۰
- یوزف کارل اشتیلر: پرتره آمالی آگوسته باواریا، ۱۸۲۳
- لودویگ ریختر: راهپیمایی عروس در چشم‌انداز بهاری، ۱۸۴۷
- گوستاو کلیمت: گیلگاه راش I، ۱۹۰۲
- ارنست لودویگ کیرشنر: زیرگذر راه‌آهن در درسدن
- کارل گوستاو کاروس: زن روی بالکن، ۱۸۲۴
- کلود مونه: یک شیشه هلو، حدود ۱۸۶۶
- ادوارد مانه: بانوی لباس صورتی، خانم مارتین، ۱۸۷۹
- آرنولد بوکلین: جنگ، ۱۸۹۶
- لویس کورینت: استراحت مدل، ۱۹۰۹